# Шумиловский водопад
Шумиловский водопад находится в Приуралье, в Туймазинском районе республики Башкортостан, на Бугульминско-Белебеевской возвышенности.
Является памятником природы с 2010 года.
Водопад необычен тем, что находится вдали от ближайших гор, а вода стекает со значительной высоты по склону невысокого скалистого холма, с уровня почти половины его высоты.
Водопад представляет собой множество струек воды, падающих с трехметрового уступа скалы, и образующих водную завесу, искрящуюся на солнце. За водной стеной водопада находится небольшой грот. Стены грота, также как и значительная часть поверхности, образованы кальцитовыми отложениями на веточках мха. Вся скала, с которой стекает водопад, испещрена множеством каналов, ходов, пещерок с озерцами и скальных выступов.
Вода из водопада дальше сливается в единый ручей и примерно через четыре километра впадает в речку Кидаш.